# جاك بيرس
جاك بيرس (بالإنجليزية: Jack Pierce)‏ هو فنان الماكياج وممثل أمريكي، ولد في 5 مايو 1889 في اليونان، وتوفي في 19 يوليو 1968 بهوليوود في الولايات المتحدة بسبب يوريمية. بدأ مشواره المهني سنة 1915.

## أعمال

### أفلام
- (1928) السيرك

## وصلات خارجية
- جاك بيرس على موقع IMDb (الإنجليزية)
- جاك بيرس على موقع الموسوعة البريطانية (الإنجليزية)
- جاك بيرس على موقع قاعدة بيانات الفيلم (الإنجليزية)